# Рахнева, Мирела
Мирела Рахнева (англ. Mirela Rahneva; род. 26 июля 1988, Русе) — канадская скелетонистка, призёр чемпионатов мира, участница зимних Олимпийских игр 2018 и 2022 годов.

## Спортивная карьера
На международных соревнованиях по скелетону выступает с 2012 года.
В 2018 году представляла Канаду на зимних Олимпийских играх в Пхёнчхане. В соревнованиях по скелетону стала 12-й.
На чемпионате мира по бобслею и скелетону 2019 года в канадском Уистлере в смешанных соревнованиях по бобслею и скелетону завоевала серебряную медаль в составе канадской команды.
На зимних Олимпийских играх 2022 года в Пекине по результатам четырёх спусков стала пятой.
В 2023 году на чемпионате мира в Санкт-Морице в одиночных соревнованиях стала бронзовым призёром.